# Overland 1
Overland 1 è la prima delle spedizioni geografiche della serie Overland ed è stata portata a termine nel 1996, dopo cinque mesi di viaggio ed un totale di quasi 37.000 km per la maggior parte su terreno ghiacciato in assenza di strade, affrontando la durissima traversata da Roma a New York via terra, che ha portato quattro camion Iveco 330.30 6x6 attraverso l'Europa, la Russia, la Siberia, l'Alaska, il Canada e gli Stati Uniti sfidando i rigori dell'inverno polare.

## Il Raid
La partenza è avvenuta lunedì 13 novembre 1995 a Roma dagli studi della Rai. Il viaggio è proseguito in Francia sfilando agli Champs-Élysées parigini per poi passare nelle nazioni centro europee: Belgio, Germania e Polonia. Dopo una breve sosta a Mosca per montare degli pneumatici da neve creati apposta per la spedizione dalla Michelin, la spedizione ha attraversato la Russia passando per una Siberia invernale dal clima estremamente rigido. L'arrivo allo Stretto di Bering non è stato dei migliori. Purtroppo un rapido volo in aereo ha confermato le preoccupazioni che il ghiaccio non si fosse saldato bene alla calotta a causa di un inverno più caldo del previsto (se di caldo si può parlare) e che quindi la traversata via terra dello stretto per arrivare in Alaska fosse impossibile. Si decise allora di effettuare uno spettacolare ponte aereo a Myš Smidta utilizzando un Ilyushin Il-76 dell'Aviazione russa (primo velivolo con quelle insegne ad atterrare nel "santuario petrolifero americano" di Prudhoe Bay, Alaska). Smontati in pezzi più piccoli, i camion sono stati portati sul ghiaccio dell'Alaska in tre voli e poi rimontati sul posto. La spedizione è poi ripartita affrontando le ultime migliaia di chilometri su piste di fortuna tra i fiumi ghiacciati e i territori Canadesi per poi giungere a New York negli USA Venerdì 26 aprile 1996.

## Percorso
1. tappa: lunedì 13 novembre: Roma-Torino, 600 km
2. tappa: martedì 14 novembre: Torino-Annemasse, 241 km
3. tappa: mercoledì 15 novembre: Annemasse-Digione, 274 km
4. tappa: giovedì 16 novembre: Digione-Parigi, 407 km
5. tappa: venerdi 17 novembre: Parigi-Bruxelles, 319 km
6. tappa: sabato 18 novembre: Bruxelles-Hannover, 528 km
7. tappa: domenica 19 novembre: Hannover
8. tappa: lunedì 20 novembre: Hannover-Berlino, 305 km
9. tappa: martedì 21 novembre: Berlino-Poznań, 285 km
10. tappa: mercoledì 22 novembre: Poznań-Varsavia, 376 km
11. tappa: giovedì 23 novembre: Varsavia-Brėst, 239 km
12. tappa: venerdi 24 novembre: Brėst-Minsk, 354 km
13. tappa: sabato 25 novembre: Minsk-Smolensk, 338 km
14. tappa: domenica 26 novembre: Smolensk-Mosca, 423 km
15. tappa: lunedì 27 novembre: Mosca
16. tappa: martedì 28 novembre: Mosca
17. tappa: mercoledì 29 novembre: Mosca-Gorkij, 403 km
18. tappa: giovedì 30 novembre: Gorkij-Čeboksary, 327 km
19. tappa: venerdi 1º dicembre: Čeboksary-Ul'janovsk, 255 km
20. tappa: sabato 2 dicembre: Ul'janovsk-Ufa, 679 km
21. tappa: domenica 3 dicembre: Ufa-Miass, 311 km
22. tappa: lunedì 4 dicembre: Miass-Ekaterinburg, 609 km
23. tappa: martedì 5 dicembre: Ekaterinburg-Tjumen', 325 km
24. tappa: mercoledì 6 dicembre: Tjumen'-Tobol'sk, 265 km
25. tappa: giovedì 7 dicembre: Tobol'sk-Surgut, 603 km
26. tappa: venerdi 8 dicembre: Surgut-Nižnevartovsk, 500 km
27. tappa: sabato 9 dicembre: Nižnevartovsk
28. tappa: domenica 10 dicembre: Nižnevartovsk
29. tappa: lunedì 11 dicembre: Nižnevartovsk-Surgut, 500 km
30. tappa: martedì 12 dicembre: Surgut-Tobol'sk, 603 km
31. tappa: mercoledì 13 dicembre: Tobol'sk-Tjumen', 265 km
32. tappa: giovedì 14 dicembre: Tjumen'-Omsk, 581 km
33. tappa: venerdi 15 dicembre: Omsk-Kujbyšev, 474 km
34. tappa: sabato 16 dicembre: Kujbyšev-Novosibirsk, 342 km
35. tappa: domenica 17 dicembre: Novosibirsk
36. tappa: lunedì 18 dicembre: Novosibirsk-Italia
37. tappa: domenica 14 gennaio: Italia-Novosibirsk
38. tappa: lunedì 15 gennaio: Novosibirsk
39. tappa: martedì 16 gennaio: Novosibirsk-Kemerovo, 282 km
40. tappa: mercoledì 17 gennaio: Kemerovo-Krasnojarsk, 531 km
41. tappa: giovedì 18 gennaio: Krasnojarsk-Nižneudinsk, 498 km
42. tappa: venerdi 19 gennaio: Nižneudinsk-Bratsk, 304 km
43. tappa: sabato 20 gennaio: Bratsk-Ust'-Kut, 388 km
44. tappa: domenica 21 gennaio: Ust'-Kut
45. tappa: lunedì 22 gennaio: fuori strada, 279 km
46. tappa: martedì 23 gennaio: fuori strada, 307 km
47. tappa: mercoledì 24 gennaio: fuori strada (Mirnyi), 424 km
48. tappa: giovedì 25 gennaio: Mirnyi
49. tappa: venerdi 26 gennaio: fuori strada (Viljujsk), 537 km
50. tappa: sabato 27 gennaio: fuori strada (Jakutsk), 529 km
51. tappa: domenica 28 gennaio: Jakutsk
52. tappa: lunedì 29 gennaio: Jakutsk
53. tappa: martedì 30 gennaio: Jakutsk
54. tappa: mercoledì 31 gennaio: Jakutsk
55. tappa: giovedì 1º febbraio: Jakutsk
56. tappa: venerdi 2 febbraio: Jakutsk
57. tappa: sabato 3 febbraio: Jakutsk-Chandyga, 373 km
58. tappa: domenica 4 febbraio: fuori strada, 284 km
59. tappa: lunedì 5 febbraio: fuori strada, 219 km
60. tappa: martedì 6 febbraio: fuori strada, 123 km
61. tappa: mercoledì 7 febbraio: fuori strada, 98 km
62. tappa: giovedì 8 febbraio: fuori strada, 230 km
63. tappa: venerdi 9 febbraio: fuori strada (Zyrjanka), 168 km
64. tappa: sabato 10 febbraio: Zyrjanka
65. tappa: domenica 11 febbraio: fuori strada, 244 km
66. tappa: lunedì 12 febbraio: fuori strada, 226 km
67. tappa: martedì 13 febbraio: fuori strada, 143 km
68. tappa: mercoledì 14 febbraio: fuori strada (Čerskij), 354 km
69. tappa: giovedì 15 febbraio: Čerskij
70. tappa: venerdi 16 febbraio: Čerskij-Bilibino, 247 km
71. tappa: sabato 17 febbraio: fuori strada, 117 km
72. tappa: sabato 17 febbraio: fuori strada, 228 km
73. tappa: domenica 18 febbraio: Pevek
74. tappa: martedì 12 marzo: Pevek
75. tappa: mercoledì 13 marzo: Pevek-Leningradskij, 434 km
76. tappa: giovedì 14 marzo: Leningradskij-Mys Šmidta, 166 km
77. tappa: giovedì 14 marzo: Mys Šmidta-Prudhoe Bay, via aerea
78. tappa: sabato 16 marzo: Prudhoe Bay
79. tappa: domenica 17 marzo: Prudhoe Bay
80. tappa: lunedì 18 marzo: Prudhoe Bay
81. tappa: martedì 19 marzo: Prudhoe Bay
82. tappa: mercoledì 20 marzo: verso Fairbanks
83. tappa: giovedì 21 marzo: verso Fairbanks
84. tappa: venerdi 22 marzo: verso Fairbanks
85. tappa: sabato 23 marzo: verso Fairbanks
86. tappa: domenica 24 marzo: Fairbanks, 800 km
87. tappa: lunedì 25 marzo: Fairbanks-Anchorage, 576 km
88. tappa: martedì 26 marzo: Anchorage
89. tappa: mercoledì 27 marzo: Anchorage
90. tappa: giovedì 28 marzo: Anchorage
91. tappa: venerdi 29 marzo: Anchorage-Glennallen, 270 km
92. tappa: sabato 30 marzo: Glennallen-McCarthy, 250 km
93. tappa: domenica 31 marzo: McCarthy-Tok, 360 km
94. tappa: lunedì 1º aprile: Tok-Haines Junction, 480 km
95. tappa: martedì 2 aprile: Haines Junction-Watson Lake, 614 km
96. tappa: mercoledì 3 aprile: Watson Lake-Pink Mountain, 795 km
97. tappa: giovedì 4 aprile: Pink Mountain-Prince George, 628 km
98. tappa: venerdi 5 aprile: Prince George-Jasper, 360 km
99. tappa: sabato 6 aprile: Jasper
100. tappa: domenica 7 aprile: Jasper-Banff, 280 km
101. tappa: lunedì 8 aprile: Banff
102. tappa: martedì 9 aprile: Banff-Medicine Hat, 597 km
103. tappa: mercoledì 10 aprile: Medicine Hat-Regina, 574 km
104. tappa: giovedì 11 aprile: Regina-Winnipeg, 549 km
105. tappa: venerdi 12 aprile: Winnipeg-Thunder Bay, 650 km
106. tappa: sabato 13 aprile: Thunder Bay
107. tappa: domenica 14 aprile: Thunder Bay
108. tappa: lunedì 15 aprile: Thunder Bay
109. tappa: martedì 16 aprile: Thunder Bay-Marathon, 260 km
110. tappa: mercoledì 17 aprile: Marathon-Sault Sainte Marie, 372 km
111. tappa: giovedì 18 aprile: Sault Sainte Marie
112. tappa: venerdi 19 aprile: Sault Sainte Marie
113. tappa: sabato 20 aprile: Sault Sainte Marie-Montréal, 754 km
114. tappa: domenica 21 aprile: Montréal-Boston, 490 km
115. tappa: lunedì 22 aprile: Boston
116. tappa: martedì 23 aprile: Boston-Plymouth, 291 km
117. tappa: mercoledì 24 aprile: Plymouth-Elmsford, 300 km
118. tappa: giovedì 25 aprile: Elmsford-New York, 100 km
119. tappa: venerdi 26 aprile: New York-Italia

## L'evento mediatico

### Televisivo
La spedizione di Overland 1 fu seguita dai giornalisti del TG1 Daniele Valentini e Paolo Giani che si alternarono lungo il percorso da Roma a New York.
Molti servizi filmati furono confezionati e trasmessi dallo stesso TG1 dando costanti aggiornamenti sulla spedizione.
Gli stessi Valentini e Giani con riprese di Fulvio Mariani, Filippo Bossi e regia di Gigi Ceresa, confezionarono poi il documentario andato in onda su Raiuno nelle due puntate del 30 dicembre 1996 e 1º gennaio 1997 riscuotendo un notevole successo di audience nonostante la trasmissione in seconda serata nei giorni di festa: 5 milioni di spettatori ed un primato di ascolto del 33% di share in seconda serata, addirittura con picchi del 36% e 5.100.000 durante la visione della prima puntata di Overland 1.
In seguito, la spedizione fu riproposta in maniera più estensiva utilizzando parte delle riprese già effettuate e senza coinvolgere gli stessi autori e regista. (Overland 7).

### Filatelico
Il 13 aprile 1996 le Poste Italiane dedicarono un francobollo ed un annullo filatelico a celebrazione della spedizione. Il francobollo dell'insolito valore di 4 650 lire ebbe una tiratura pari a 2 000 000 esemplari.
Il 25 aprile 1996 le poste emisero un dispaccio straordinario diretto a New York per celebrare la conclusione del viaggio.

## I mezzi

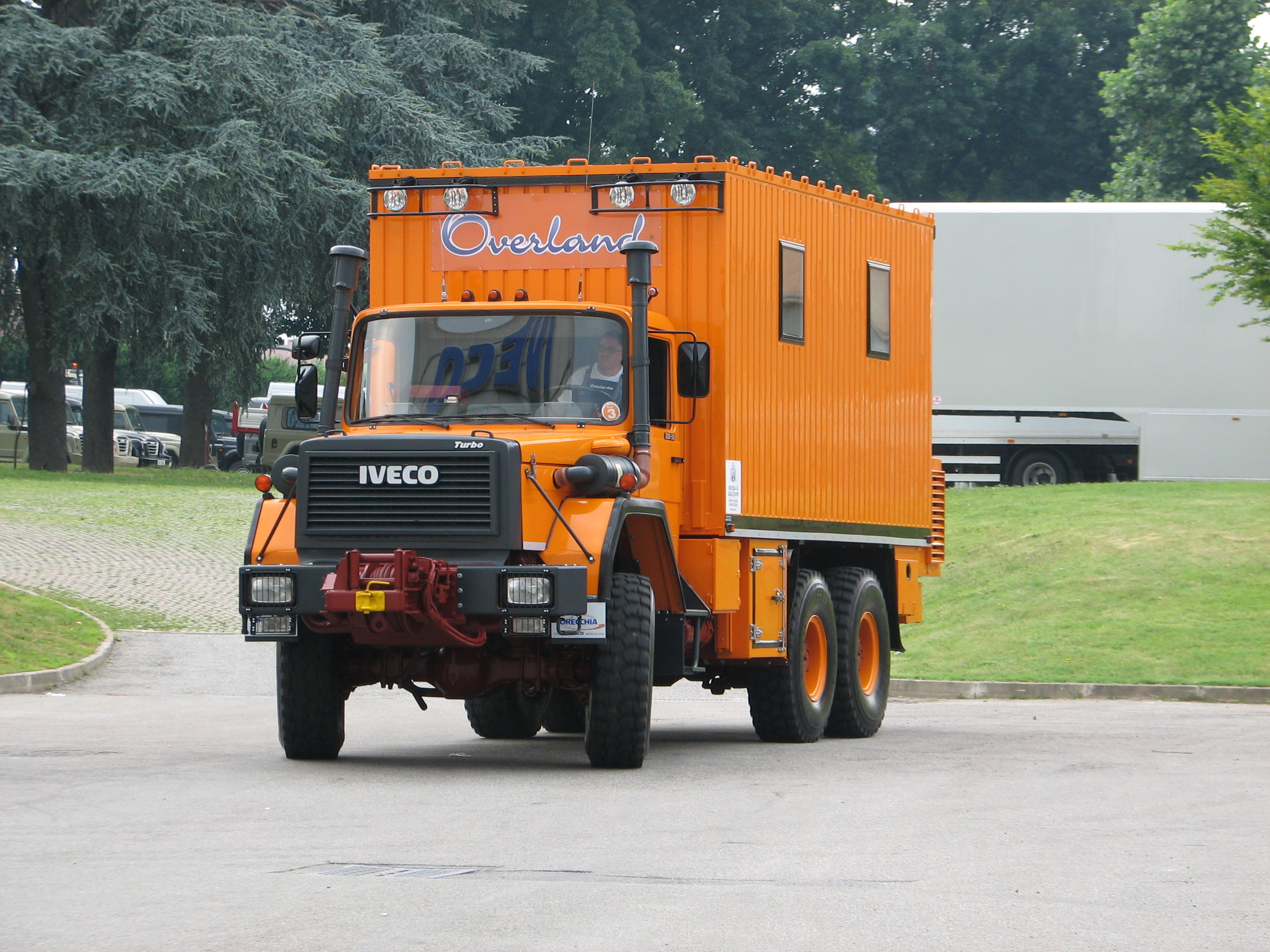
Iveco 330.30 anw dormitorio. I verricelli, che in Overland 1 erano sui camion cisterna e officina, sono stati spostati, in occasione della dodicesima spedizione, su questo camion e sul mensa, perché erano gli unici ancora idonei all'utilizzo.

Overland è stata equipaggiata, per questa edizione, con 4 autocarri Iveco 330.30 ANW a 6 ruote motrici (i cosiddetti "musoni"), costruiti nello stabilimento Iveco di Bolzano per operare in cave e cantieri, in un range tra i -60 e +50 °C.
Questi veicoli montano un motore Deutz biturbo, 8 cilindri a V, con una cilindrata di circa 13 litri, erogante 306 cavalli a 3.800 giri al minuto. Il cambio è uno ZF manuale a otto rapporti, con riduttore. Grazie al loro serbatoio di serie da 500 litri e uno supplementare equivalente (totale 1000 litri), i 330.30 hanno un'autonomia di 2000 km. Questi camion raggiungono una velocità massima di 100 km/h su strada asfaltata.
Nonostante ogni autocarro abbia la stessa meccanica e cabina, differiscono per i box posteriori, infatti ognuno dei quattro automezzi ha una funzione differente: mensa, dormitorio, officina e cisterna per il carburante di scorta (4.000 litri).
I camion officina e cisterna sono dotati, sul paraurti anteriore, di un verricello idraulico con cavo da 80 metri, con il quale è possibile intervenire per aiutare altri automezzi bloccati, ad esempio nel pantano.

## Dati Overland 1/7
- Itinerario: Italia, Francia, Belgio, Germania, Polonia, Bielorussia, Russia, Canada, USA
- Stati attraversati: 8
- Durata: 164 giorni
- Periodo: dal 13 novembre 1995 al 25 aprile 1996
- Percorrenza: 37.000 km circa
- Veicoli: 4 camion Iveco 330.30 ANW 6x6
- Media ascolti in prima visione Overland 1: 30,98% di share e 4.836.000 di audience

### Video
- Trailer di Overland 1, su YouTube.
- Situazione difficile tra i ghiacci Siberiani, su YouTube.